# 阿拉伯化
阿拉伯化（阿拉伯语：تعريب）指的是阿拉伯人對非阿拉伯人的影響，非阿拉伯人在阿拉伯人影響下逐渐使用阿拉伯语言和文字，並接受阿拉伯人的風俗和習慣。
伊斯兰教在汉志兴起后，阿拉伯文化和语言通过阿拉伯人的征服、贸易以及非阿拉伯人与阿拉伯人之间的通婚传播到阿拉伯半岛以外的地方。阿拉伯语开始成为一些地区的通用语，同時阿拉伯語在不同地區還形成了不同的方言。